# 福冨博
福冨 博（ふくとみ ひろし、旧名：福富 博（読み同じ）、1950年7月25日 - ）は、日本の男性アニメーター、アニメーション演出家、アニメ監督。高知県出身。妻はアニメーターの福富和子。

## 来歴・人物
東京デザイナー学院（現東京ネットウエイブ）中退後、Aプロダクション（現・シンエイ動画）に入社。1982年、『怪物くん』のスタッフである真田芳房、本多敏行、森脇真琴を中心にアニメ制作会社あにまる屋（現・エクラアニマル）を設立。主にスタジオコメット作品を中心に活動していた。
手がけたオープニングアニメーションにはダイナミックな背景動画を多用したり、キャラクターの顔を意図的に隠すなど特徴的な演出が多い。

## 参加作品

### テレビアニメ
1971年
- ルパン三世 (TV第1シリーズ)（ - 1972年、動画）

1972年
- 赤胴鈴之助（ - 1973年、動画）
- ど根性ガエル（ - 1974年、動画）

1973年
- 侍ジャイアンツ（ - 1974年、動画・絵コンテ）

1974年
- 柔道讃歌（演出）
- はじめ人間ギャートルズ（ - 1976年、脚本・演出）

1975年
- 元祖天才バカボン（ - 1977年、演出）

1976年
- ドカベン（ - 1979年、絵コンテ）
- まんが世界昔ばなし（ - 1979年、演出）

1977年
- おれは鉄兵（絵コンテ）
- 野球狂の詩（演出）

1978年
- 一球さん（監督）

1979年
- ドラえもん (第2作)（ - 2005年、監督（ノンクレジット）・演出、第1期・第2期OP絵コンテ）

1980年
- 怪物くん（ - 1982年、監督）

1982年
- スペースコブラ（ - 1983年、絵コンテ）
- さすがの猿飛（ - 1984年、絵コンテ）
- プロゴルファー猿（監督（特番））

1983年
- キャッツ♥アイ（ - 1984年、演出）

1984年
- GALACTIC PATROL レンズマン（ - 1985年、チーフディレクター）

1985年
- あした天気になあれ（絵コンテ）
- ハイスクール!奇面組（ - 1987年、監督）

1987年
- ついでにとんちんかん（ - 1988年、オープニング・エンディングアニメーション）

1988年
- 名門!第三野球部（ - 1989年、チーフディレクター）
- 美味しんぼ（ - 1989年、絵コンテ）
- それいけ!アンパンマン（1988年 - 、絵コンテ・演出）

1990年
- 八百八町表裏 化粧師（ - 1991年、絵コンテ・演出）
- YAWARA!（ - 1992年、絵コンテ・演出）

1992年
- クッキングパパ（ - 1995年、絵コンテ）
- バトルファイターズ 餓狼伝説（監修）
- ツヨシしっかりしなさい（ - 1994年、絵コンテ・演出）

1993年
- バトルスピリッツ 龍虎の拳（監督）

1994年
- キャプテン翼J（ - 1995年、監督）
- D・N・A² 〜何処かで失くしたあいつのアイツ〜（絵コンテ）

1995年
- あずきちゃん（ - 1998年、絵コンテ）

1996年
- 水色時代（ - 1997年、絵コンテ・演出）

1997年
- エルフを狩るモノたちII（監督）

1998年
- 時空探偵ゲンシクン（ - 1999年、監督）
- アンドロイド・アナ MAICO 2010（絵コンテ・演出）

1999年
- ビックリマン2000 凶悪魔編（ - 2001年、監督）

2000年
- とっとこハム太郎（ - 2006年、絵コンテ）

2001年
- Dr.リンにきいてみて!（ - 2002年、絵コンテ・演出）
- 仰天人間バトシーラー（ - 2002年、絵コンテ）
- 忍たま乱太郎（2001年・2005年・2007年、絵コンテ）

2002年
- ホイッスル!（監督）
- 真・女神転生Dチルドレン ライト&ダーク （ - 2003年、絵コンテ・演出）

2003年
- 天使のしっぽChu!（絵コンテ・演出）
- ねこぢる劇場（監督）

2004年
- かいけつゾロリ（絵コンテ）
- マシュマロ通信（監督）
- ファンタジックチルドレン（ - 2005年、絵コンテ）

2005年
- うえきの法則（ - 2006年、絵コンテ）
- 涼風（監督）
- カード王 ミックスマスター（ - 2006年、絵コンテ）

2006年
- 妖怪人間ベム（絵コンテ・演出）
- よみがえる空 -RESCUE WINGS-（絵コンテ）
- xxxHOLiC（絵コンテ）
- まもって!ロリポップ（絵コンテ）
- はぴねす!（絵コンテ・演出、OP絵コンテ・演出）
- くじびき♥アンバランス（絵コンテ）
- RGBアドベンチャー（絵コンテ）
- パッタ ポッタ モン太（絵コンテ）

2007年
- 名探偵コナン（構成、絵コンテ）
- ラブ★コン（演出）
- かみちゃまかりん（絵コンテ）
- 怪物王女（絵コンテ）

2008年
- のらみみ（絵コンテ・演出）
- GUNSLINGER GIRL -IL TEATRINO-（絵コンテ）
- ゴルゴ13（絵コンテ）
- xxxHOLiC◆継（絵コンテ）
- 二十面相の娘（絵コンテ）
- 伯爵と妖精（絵コンテ）
- のらみみ2（絵コンテ・演出）
- 遊☆戯☆王5D's（ - 2011年、絵コンテ）

2009年
- 大正野球娘。（絵コンテ）
- 三国演義（絵コンテ） ※中国で放送。日本では『最強武将伝 三国演義』と題して2010年に放送。

2010年
- ジュエルペット てぃんくる☆（絵コンテ）
- はなかっぱ（2010年 - 、絵コンテ）

2012年
- ふるさと再生 日本の昔ばなし（絵コンテ・演出）
- 獣旋バトル モンスーノ（絵コンテ）

2013年
- げんしけん 二代目（絵コンテ）

2014年
- フューチャーカード バディファイト（絵コンテ）
- アオハライド（絵コンテ）

2015年
- ベイビーステップ 第2シリーズ（絵コンテ・演出）

2016年
- ハイキュー!! セカンドシーズン（絵コンテ）

2017年
- 風夏（絵コンテ）
- ふるさとめぐり 日本の昔ばなし（絵コンテ・演出）

### 劇場アニメ
1970年
- 巨人の星 宿命の対決（動画）

1972年
- パンダコパンダ（動画）

1973年
- パンダコパンダ 雨ふりサーカスの巻（動画）

1980年
- ドラえもん のび太の恐竜（監督）

1981年
- 怪物くん 怪物ランドへの招待（監督）

1982年
- 怪物くん デーモンの剣（監督）

1984年
- 超人ロック（監督）

1985年
- ペンギンズ・メモリー 幸福物語（絵コンテ）

1986年
- ハイスクール!奇面組（監督）

1997年
- ジャングル大帝（絵コンテ）

### OVA
1988年
- 銀河英雄伝説（絵コンテ）

1990年
- 聖ミカエラ学園漂流記（監督）

1993年
- 銃夢（監督）

1995年
- 不思議の国の美幸ちゃん（絵コンテ）

1998年
- 教科書にないッ!（絵コンテ）

2006年
- げんしけん（絵コンテ）

2012年
- 華ヤカ哉、我ガ一族 キネトグラフ（-2013年、OP・ED絵コンテ）